# Bazga, Bacău
Bazga este un sat în comuna Horgești din județul Bacău, Moldova, România. La recensământul din 2002 avea o populație de 723 locuitori.